# ピーテル・ステルテミウス
ピーテル・ステルテミウス（Pieter Sterthemius、1618年 - 1676年4月24日）は、第19代のオランダ商館長である。

## 略歴
オランダ東インド会社社員としてスーラトおよびマラバールに勤務した。1650年にはバタヴィアにおいて、インド評議員の娘であるマリー・カレンドリーニ（Mary Calendrini ）と結婚した。同年、出島のオランダ商館長に任命され、10月25日に着任した。そこで、従来より取引されていた銀に加え、塩漬け野菜や醤油を貿易品に加えた。翌年11月3日に離任。1655年にはベンガル州フーグリーの責任者となり、1658年にはインド評議員となった。オランダに戻った後、フェーレで市役所に勤務し、1670年にはミデルブルフの裁判官となった。

## 参考資料
- Wijnaendts van Resandt (1944) De gezaghebbers der Oost-Indische Compagnie op hare buiten-comptoiren in Azië, p. 26-27.

| 先代 アントニオ・ファン・ブロウクホルスト | オランダ商館長（第19代） 1650年10月25日 - 1651年11月3日 | 次代 アドリアン・ファン・デル・ブルフ |